# Sarkandaugavas iela

Sarkandaugavas iela est une rue du district du Nord à Rīga en Lettonie.

## Présentation
La rue Sarkandaugavas iela traverse le quartier de Sarkandaugava.
La rue Sarkandaugavas commence à l'intersection des rues Tilta iela et Patversmes iela et se termine à l'intersection avec la rue Zāģeru iela.
La longueur totale de la rue est de 975 mètres.

## Bâtiments
- Sarkandaugavas iela 3 - Bâtiments résidentiels des employés de l'usine de construction de machines électriques (1954, 1950).
- Sarkandaugavas iela 6 - Ancien immeuble résidentiel (1911, architecte Nikolai Yakovlev).
- Sarkandaugavas iela 10 - Église de la Sainte Trinité

- Sarkandaugavas iela  22 - Lycée Pouchkine de Riga (lv) (depuis 1989, le bâtiment a été construit en 1975 comme école secondaire n° 79, architectes Vitaly Fedorov et Emilia Leitane)[3]..

- Sarkandaugavas iela 24 - Ancienne école primaire pour pauvres (1905, architecte Reinhold Schmeling ; l'aile droite a été ajoutée en 1938).

- Sarkandaugavas iela 30 - Parc Dauderi (lv) et Musée Dauderi (ru)

## Transport
- Tramway :	 5

## Galerie

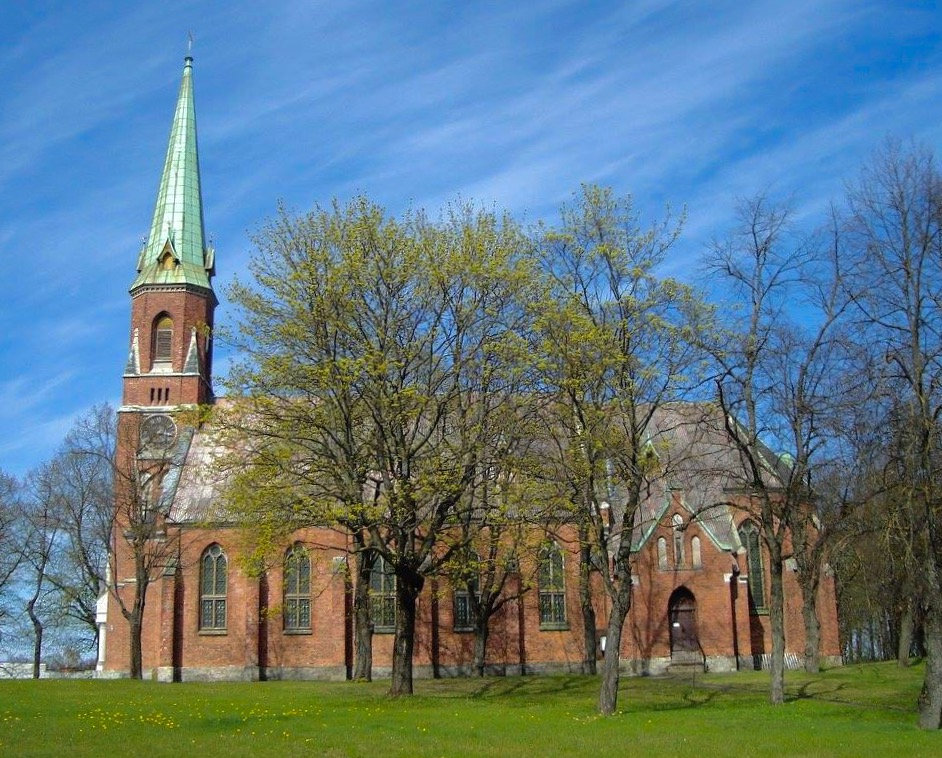
Sarkandaugavas iela 10.
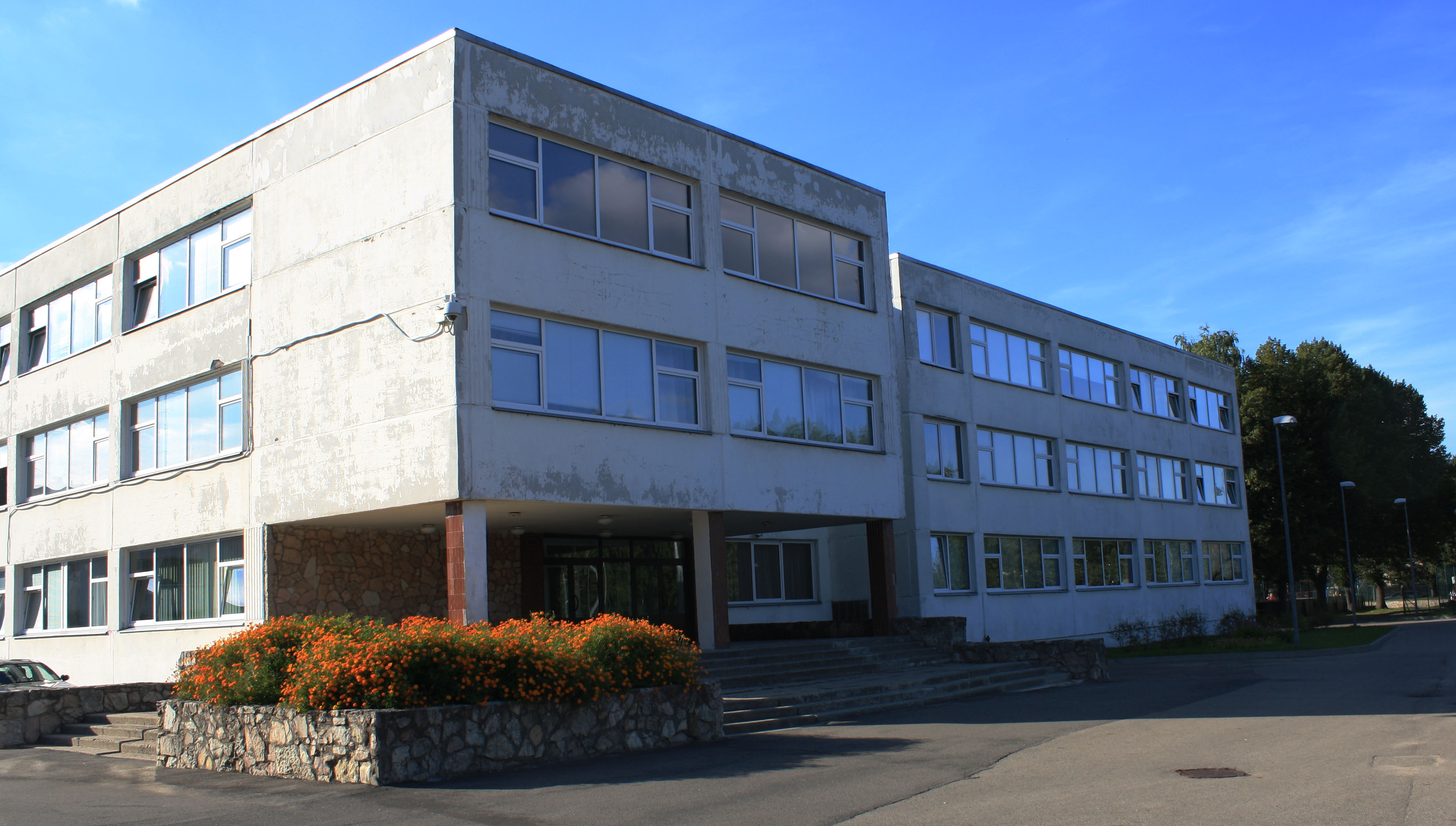
Sarkandaugavas iela 22.
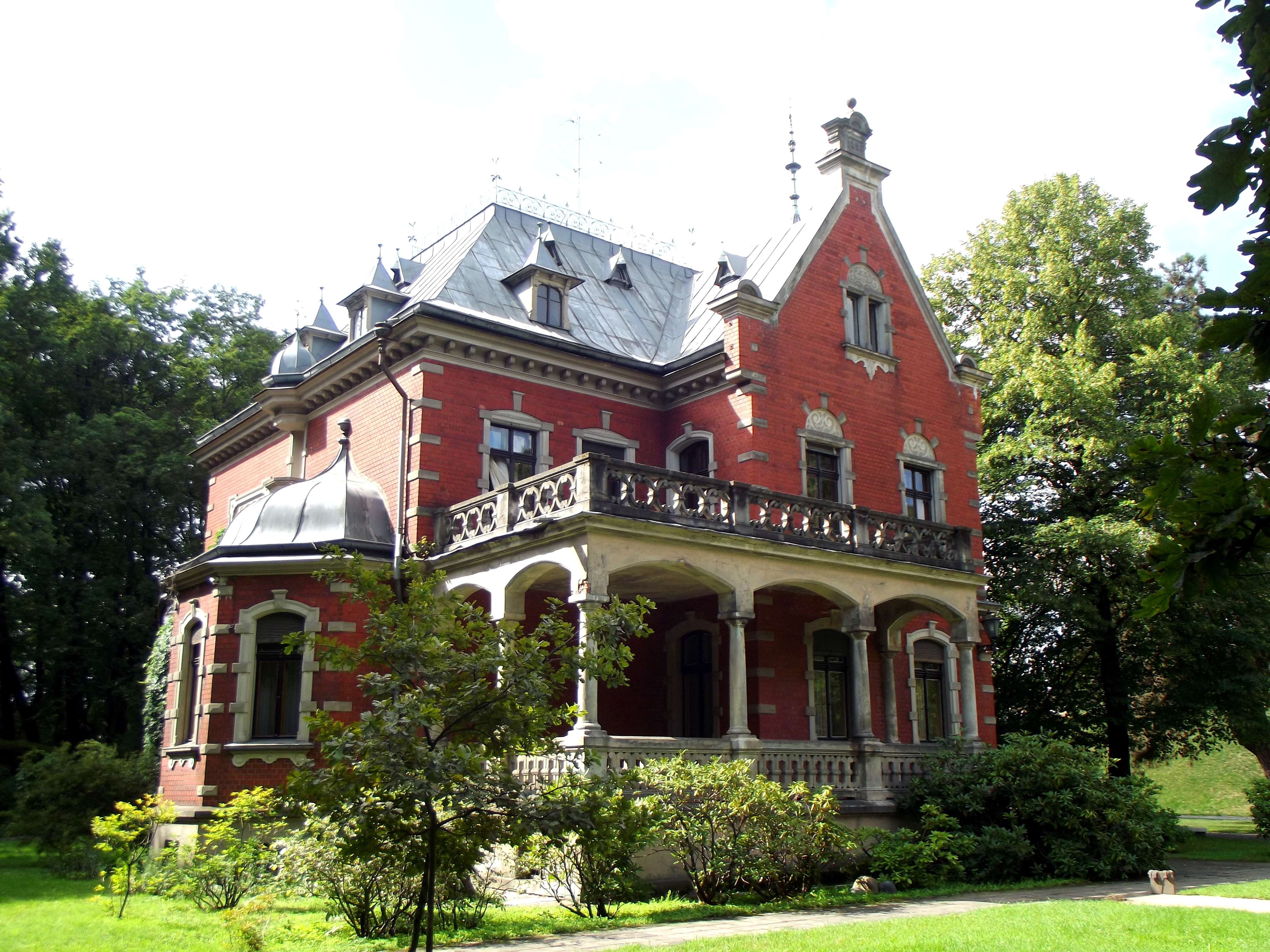
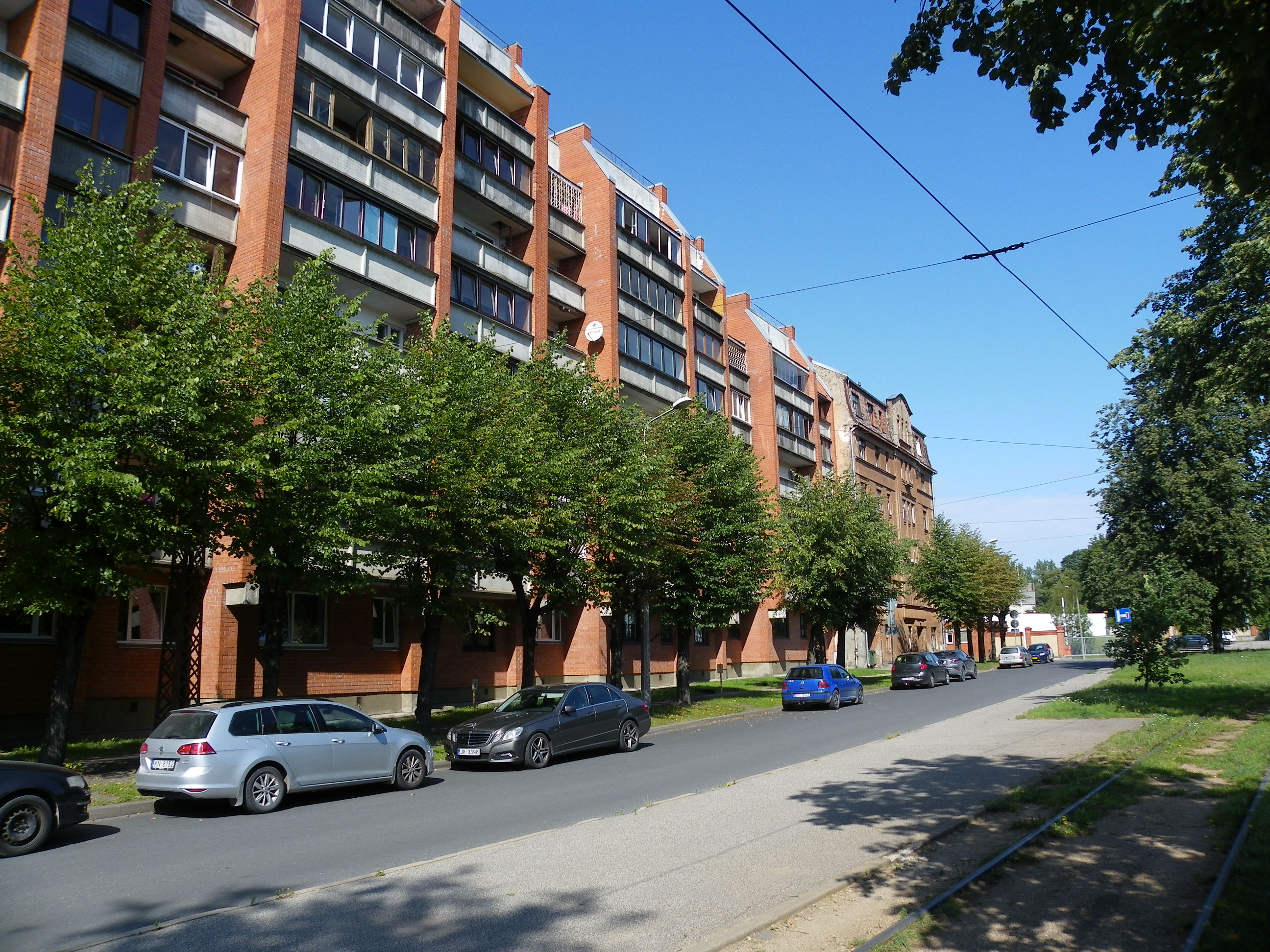
Sarkandaugavas iela 31.

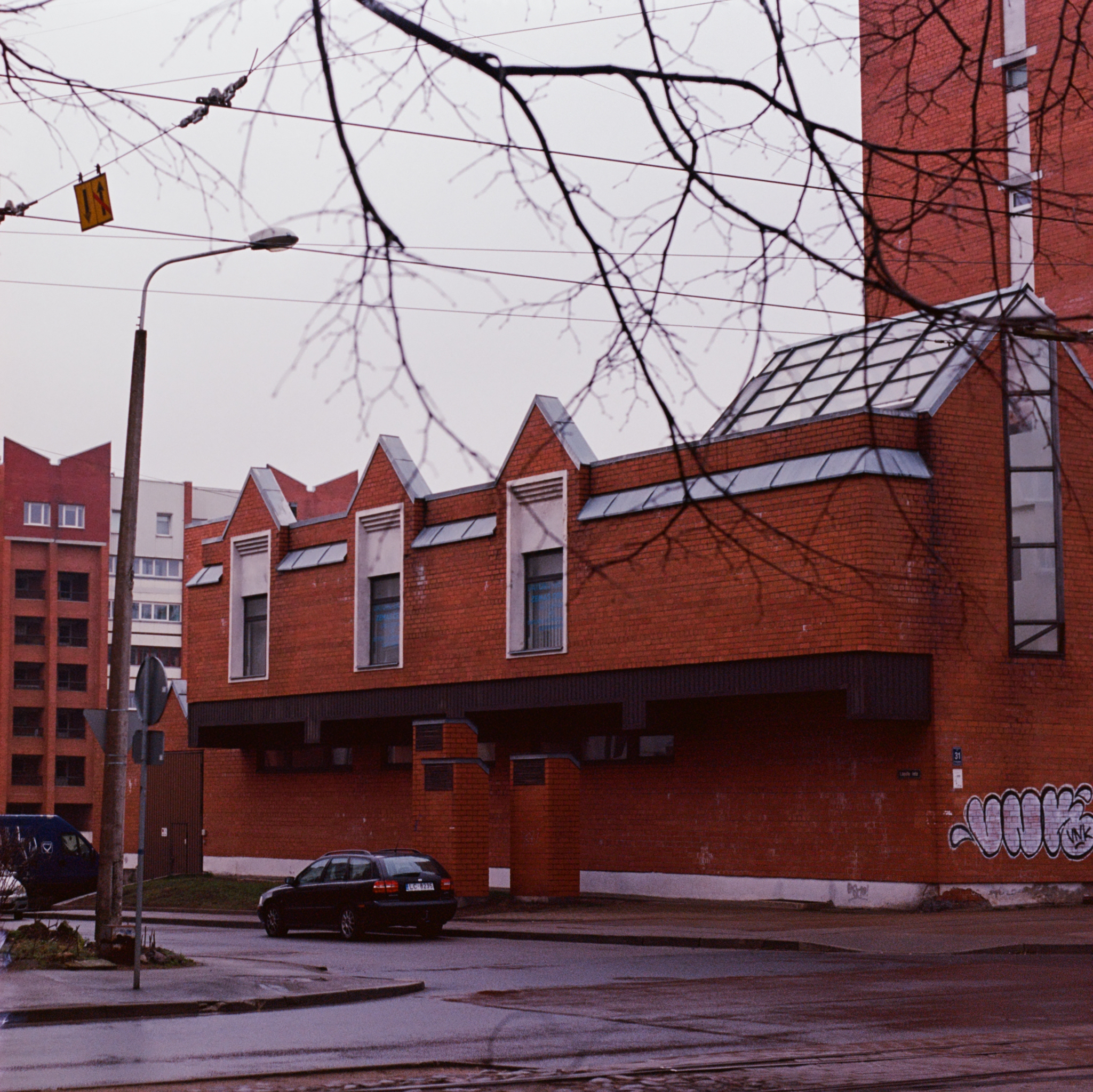
Sarkandaugavas iela 31.
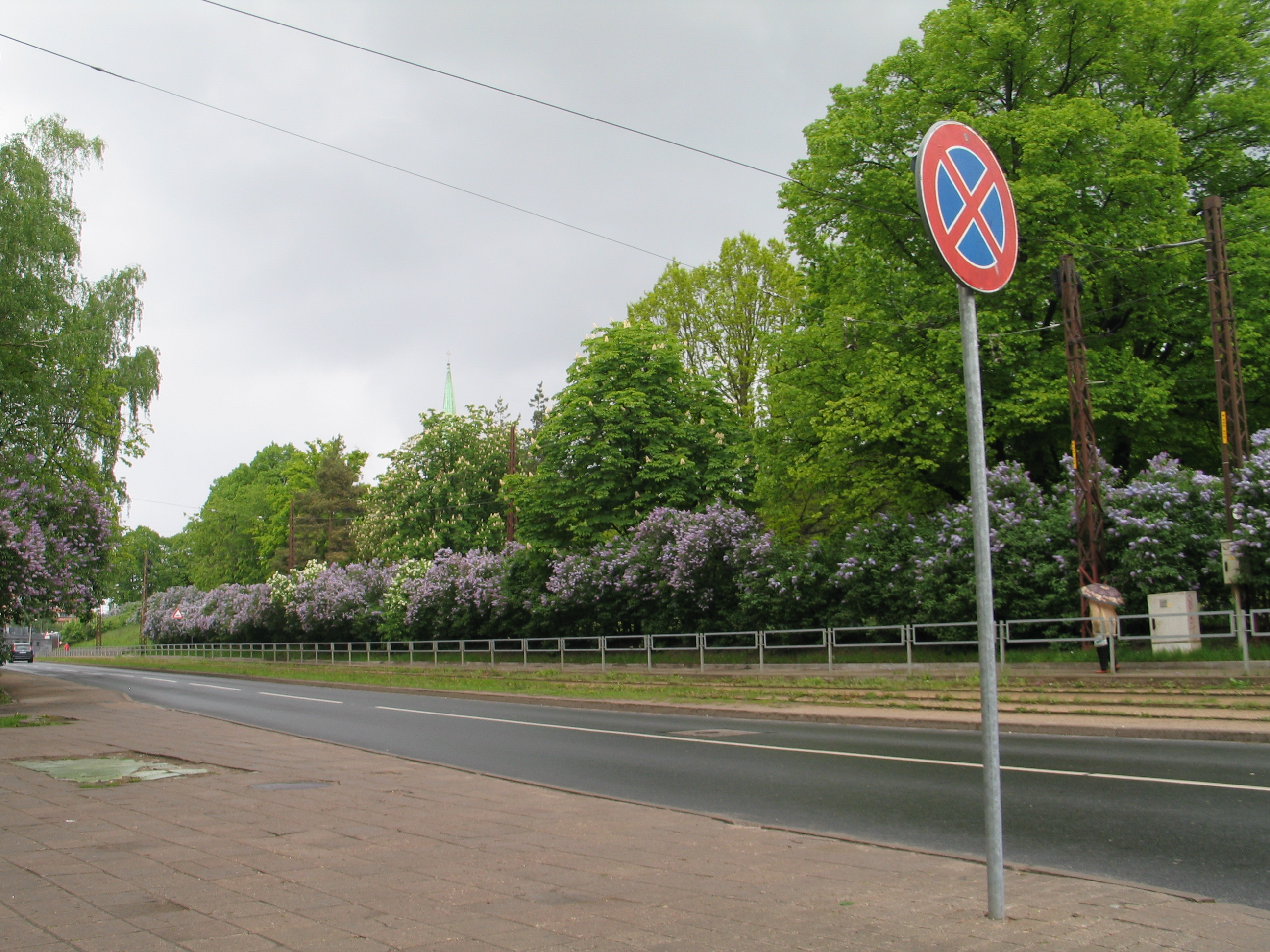
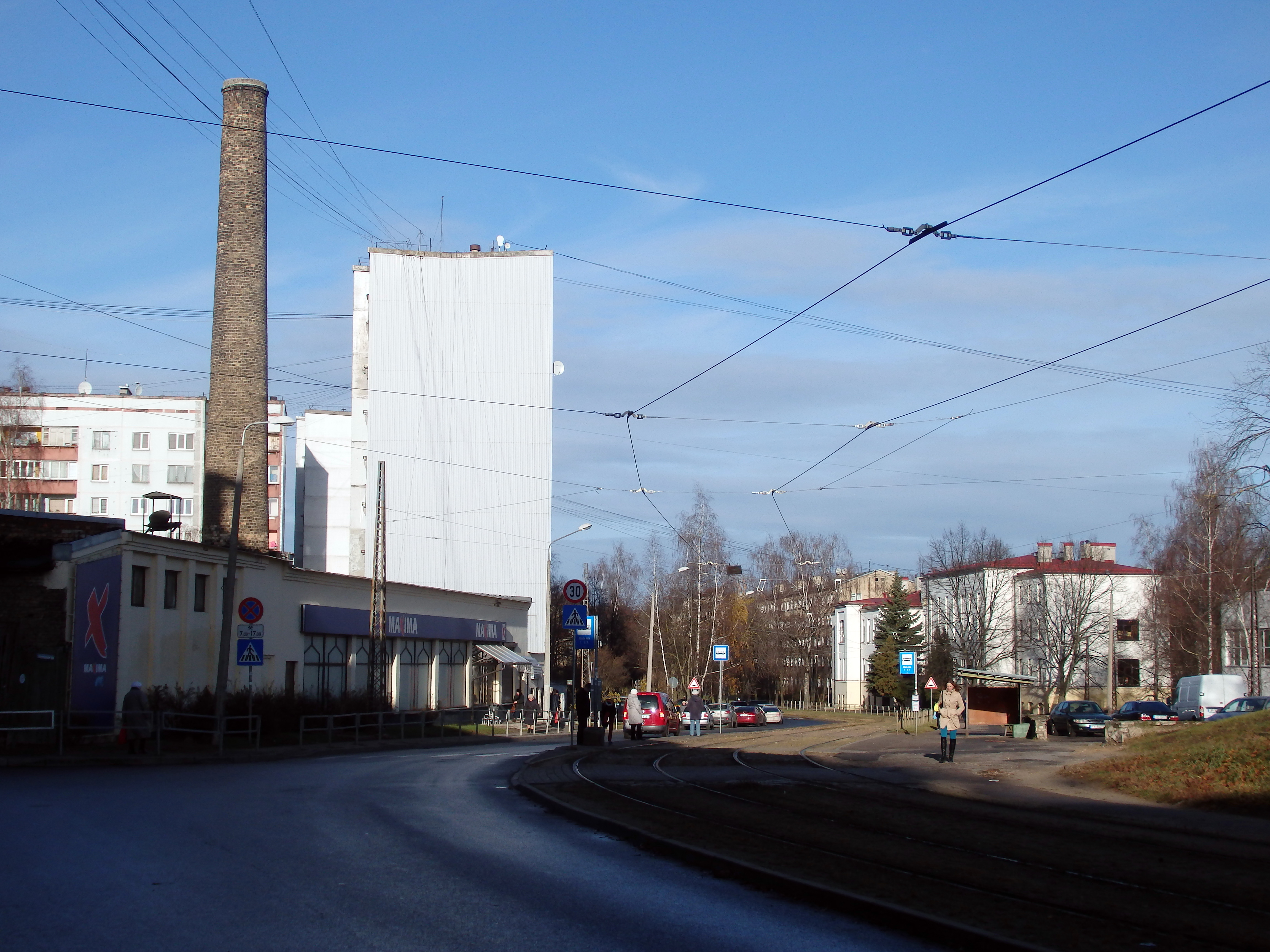
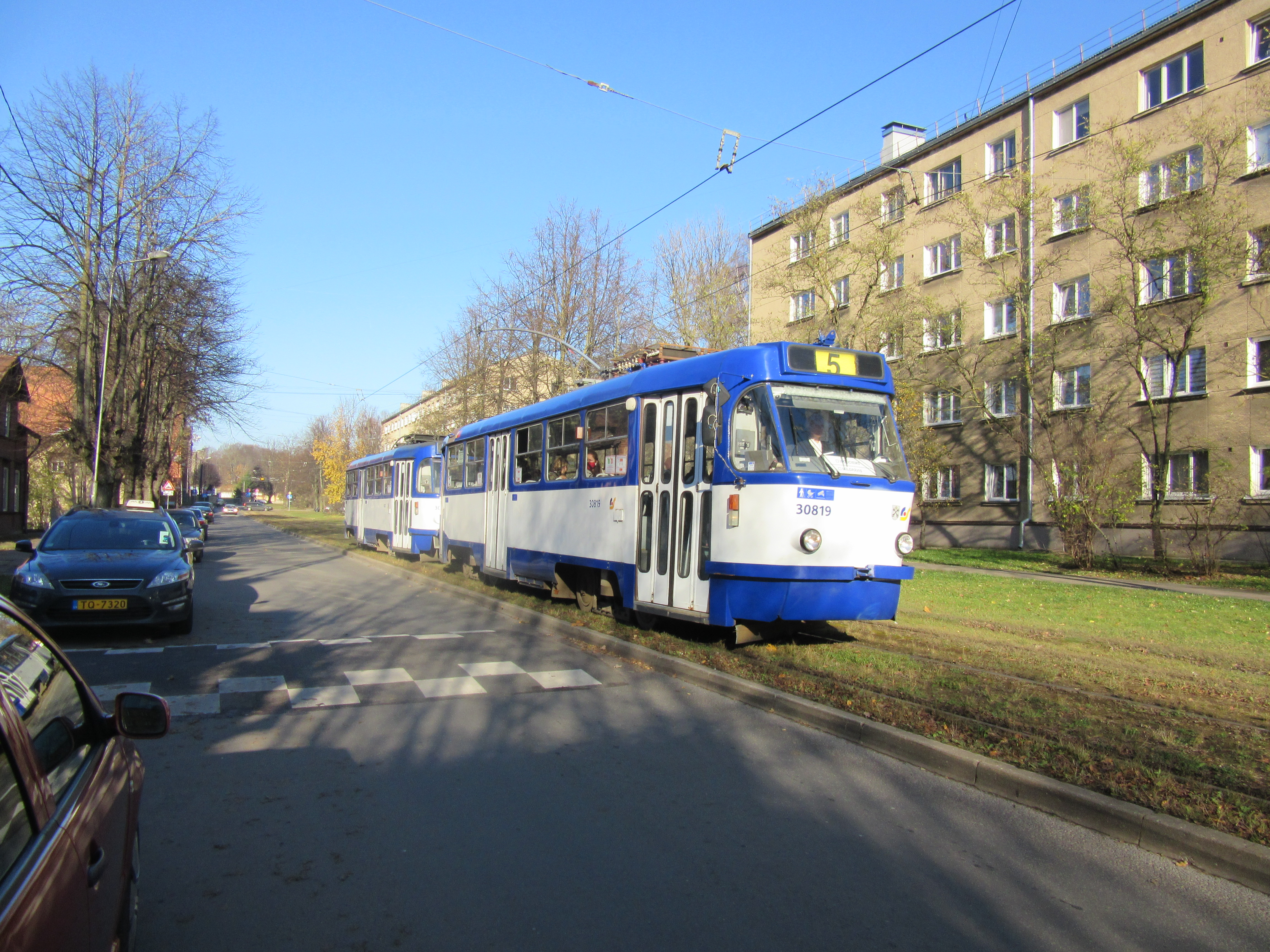